# Salem (Virgínia)
Salem é uma cidade independente localizada no Estado americano de Virgínia. A sua área é de 37,8 km², sua população é de 24 747 habitantes, e sua densidade populacional é de 654,9 hab/km² (segundo o censo americano de 2000). Salem foi fundada em 1802. 